# Theodor I
Theodor I, född i Jerusalem, död 14 maj 649, var påve från den 24 november 642 till sin död, 14 maj 649. 

## Biografi
Theodor var etniskt sett grek, men var född i Jerusalem som son till en biskop, Theodor. Hans utnämning till påve bekräftades hastigt av exarken i Ravenna, möjligen för att han var grek, och han konsekrerades den 24 november 642.
Under hela sitt pontifikat engagerade sig Theodor i striden mot monoteletismen. Så snart han blivit påve skrev han till kejsaren av Bysantinska riket, Konstans II, för att informera honom om att han inte kunde erkänna Paulus som patriark av Konstantinopel eftersom företrädaren Pyrrhus inte avsatts i enlighet med den kanoniska rätten. Sedan uppmanade han Konstans att ta tillbaka Ecthesis som Heraklitos hade utfärdat. Han skrev också till Paulus och till biskoparna som hade konsekrerat honom, för att inpränta i dem nödvändigheten av att Pyrrhus först avsattes på lagligt sätt i fall en efterträdare skulle kunna erkännas. 
Om Theodors handling inte ledde till något resultat i Konstantinopel, framkallade den dock en stark opposition mot monoteletismen på annat håll. Biskoparna av Cypern, Palestina och Africa uttryckte deras lojala underkastelse till hans uppfattning. Till och med den avsatte kättaren Pyrrhus förklarade år 645 att han hade haft fel inför Theodor; men han återföll snart i sin gamla åskådning och exkommunicerades då, år 648, av påven.
Uppmanad av de afrikanska biskoparna försökte Theodor än en gång att omvända Paulus, men lyckades bara dra ur honom trosförklaringen att han bara trodde att Herren hade en vilja. Detta ledde till att Paulus bannlystes och förvisades från Rom år 649. Paulus svarade på detta genom att låta sin förargelse gå ut över de påvliga sändebuden (apocrisiarii) som befann sig i Konstantinopel. Men Paulus förmådde också Konstans att anta ett nytt dekret, som sedan blivit känt som Typus, i vilket kejsaren återkallade Ecthesis och fastslog att inga vidare diskussioner skulle ske om huruvida Herren hade en eller två viljor och verkningssätt. Typus fördömdes i hela västkyrkan i allmänhet, och i synnerhet av Theodors efterträdare Martin I, men det är inte säkert att Theodor levde länge nog att hinna fördöma det.
Theodor begravdes i Peterskyrkan.